# Чехія на пісенному конкурсі Євробачення
Чехія бере участь у Пісенному конкурсі «Євробачення» з 2007 року. У 2016 році Ґабріела Ґунчікова стала першою представницею країни, яка потрапила до фіналу, де зайняла 25-е місце з піснею «I Stand». Чехія не брала участі з 2010 по 2014 роки після того, як не набрала жодного балу в півфіналі 2009 року. Найкращим результатом країни вважається 6-е місце, яке здобув Міколас Йозеф з піснею «Lie to Me» у 2018 році.

## Історія участі

### До участі
Після розпаду Чехословаччини, незалежна Словаччина вирішила взяти участь у Пісенному конкурсі «Євробачення» в 1993 році, беручи участь у конкурсі тричі між 1994 та 1998 роками, перш ніж відмовитися.
Чехія спочатку планувала дебютувати на Євробаченні 2005, проте рішення було відхилене з різних причин. ČT розглядала можливість виступу в 2006 році, однак тоді були сумніви щодо проходу країни до фіналу.

### 2007–2009
У квітні 2006 року телекомпанія Česká televize підтвердила, що дебют Чехії на Євробаченні відбудеться у 2007 році. ČT провела національний фінал «Європісня-2007», у якому переміг рок-гурт Kabát з піснею «Malá dáma». У півфіналі конкурсу в Гельсінкі Чехія посіла останнє місце, отримавши лише один бал від Естонії та не пройшла до фіналу.
Для конкурсу 2008 року ČT знову провела національний фінал, щоб обрати представника для країни. Переможницею Європісні 2008 стала Тереза Керндлова з піснею «Have Some Fun». У другому півфіналі конкурсу співачка отримала 9 балів та зайняла 18-е місце з 19 країн, тим самим не пройшовши до фіналу.
Незважаючи на два низьких результати попередніх років, Чехія підтвердила свою участь у Євробаченні 2009. Шляхом внутрішнього відбору, в січні 2009 року мовник обрав ромський гурт Gipsy.cz з піснею «Aven Romale». У першому півфіналі гурт фінішував останнім та не отримав жодного балу.
22 липня 2009 року ČT оголосила, що не братиме участь у конкурсі 2010 року, посилаючись на відсутність інтересу з боку чеської публіки та низьку кількість переглядів шоу. Відсутність триватиме до 2014 року.

### 2015–2019
Незважаючи на заяву ČT у липні 2014 року про те, що Чехія не братиме участі в Євробаченні 2015, мовник оголосив у листопаді, що країна повернеться на конкурс, а пісня буде обрана експертною групою з п’яти учасників. Пісня «Hope Never Dies» у виконанні Марти Яндової та Вацлава Нойда Барти не потрапила до фіналу, однак це дало Чехії найкращий результат на той момент, посівши 13-е місце у другому півфіналі з 33 балами. 
У 2016 році країну представляла Ґабріела Ґунчікова з піснею «I Stand». У першому півфіналі вона посіла 9-е місце зі 161 балом, що стало першим проходом Чехії до фіналу Євробачення. У фіналі співачка зайняла передостаннє, 25-е місце та отримала 41 бал. 
У 2017 році представницею країни була обрана Мартіна Барта з піснею «My Turn». У першому півфіналі співачка посіла 13-е місце з 83 балами та не пройшла до фіналу.
Чехія повернулася до національного відбору на конкурс 2018 року, визначивши свого учасника шляхом комбінованого онлайн-голосування та міжнародного журі з колишніх учасників Євробачення. Переможцем став Міколас Йозеф з піснею «Lie to Me». Під час першої генеральної репетиції першого півфіналу Йозеф отримав травму спини, був переведений у лікарню і тимчасово не міг ходити, але все ж пообіцяв виступити у півфіналі. Хореографію було скориговано відповідно до його травми, і його виступ приніс країні другий вихід у фінал. Співак посів 6-е місце та отримав 281 бал, що стало першим місцем для Чехії у першій десятці. Після цього голова чеської делегації Ян Борс підтвердив, що модель національного відбору буде використана для майбутніх конкурсів у результаті успіху Йозефа.
Минулорічна концепція національного фіналу була використана в 2019 році. На відміну від національного відбору минулого року, результати міжнародного голосування публіки були додані як один індивідуальний член журі. Посівши друге місце в голосуванні чеської публіки та перше місце в голосуванні журі, перемогла пісня «Friend of a Friend» у виконанні Lake Malawi. У Тель-Авіві гурт пройшов до фіналу та отримав 157 балів, зайнявши 11-е місце.

### 2020–2024
У 2020 році Чехію мав преставляти Бенні Крісто з піснею «Kemama», але конкурс скасували через пандемію COVID-19. Натомість Крісто залишився представником країни на Євробаченні 2021, а його композиція «Omaga» була обрана внутрішньо. Співак посів 15-е місце у другому півфіналі та не пройшов до фіналу.
Для конкурсу 2022 року ČT вирішила повернутися до використання онлайн-відбору. Переміг гурт We Are Domi з піснею «Lights Off». Як міжнародні, так і чеські користувачі мали змогу проголосувати через офіційну програму пісенного конкурсу «Євробачення» з 7 по 15 грудня 2021 року, а переможця було оголошено 16 грудня. We Are Domi виступив у другому півфіналі та посів 4-е місце, що стало четвертим проходом Чехії до фіналу. Країна фінішувала 22-ою та отримала 38 балів.
ČT продовжила використовувати формат ESCZ, щоб обрати свого представника на Євробачення 2023 у Ліверпулі, цього разу з повним онлайн-голосуванням, розділеним між 30% чеських виборців і 70% міжнародних виборців. Набравши 10 584 голоси, фольклорний гурт Vesna з піснею «My Sister's Crown» переміг у національному фіналі. У першому півфіналі 9 травня, гурт зайняв 4-е місце зі 110 балами. У фіналі 13 травня країна виступила під номером 14 і вдруге потрапила до першої десятки із загальним результатом 129 балів.
Формат ESCZ було підтверджено для конкурсу 2024 року. У відборі перемогла Aiko з піснею «Pedestal». У другому півфіналі конкурсу в Мальме співачка зайняла 11-е місце та отримала 38 балів, тим самим не пройшовши до фіналу, лише на 5 балів відстаючи від Норвегії.

## Учасники Євробачення від Чехії
Умовні позначення
     Переможець
     Друге місце
     Третє місце
     Четверте місце
     П'яте місце
     Останнє місце
     Автоматичний фіналіст
     Не пройшла до фіналу
     Участь скасовано
     Не брала участі
| Рік                               | Місце проведення | Виконавець                        | Мова                                       | Пісня                | Переклад               | Фінал                            | Фінал                            | Півфінал                         | Півфінал                         |
| Рік                               | Місце проведення | Виконавець                        | Мова                                       | Пісня                | Переклад               | Місце                            | Бали                             | Місце                            | Бали                             |
| --------------------------------- | ---------------- | --------------------------------- | ------------------------------------------ | -------------------- | ---------------------- | -------------------------------- | -------------------------------- | -------------------------------- | -------------------------------- |
| 2007                              | Гельсінкі        | Kabát                             | чеська                                     | «Malá Dáma»          | Маленька леді          | Не вдалося кваліфікуватися       | Не вдалося кваліфікуватися       | 28-е                             | 1                                |
| 2008                              | Белград          | Тереза Керндлова                  | англійська                                 | «Have Some Fun»      | Розважся               | Не вдалося кваліфікуватися       | Не вдалося кваліфікуватися       | 18-е                             | 9                                |
| 2009                              | Москва           | Gipsy.cz                          | англійська, циганська                      | «Aven romale»        | Вперед, цигани!        | Не вдалося кваліфікуватися       | Не вдалося кваліфікуватися       | 18-е                             | 0                                |
| Не брала участь у 2010-2014 роках |                  |                                   |                                            |                      |                        |                                  |                                  |                                  |                                  |
| 2015                              | Відень           | Марта Яндова та Вацлав Нойд Барта | англійська                                 | «Hope Never Dies»    | Надія ніколи не вмирає | Не вдалося кваліфікуватися       | Не вдалося кваліфікуватися       | 13-е                             | 33                               |
| 2016                              | Стокгольм        | Ґабріела Ґунчікова                | англійська                                 | «I Stand»            | Я стою                 | 25-е                             | 41                               | 9-е                              | 161                              |
| 2017                              | Київ             | Мартіна Барта                     | англійська                                 | «My Turn»            | Моя черга              | Не вдалося кваліфікуватися       | Не вдалося кваліфікуватися       | 13-е                             | 83                               |
| 2018                              | Лісабон          | Міколас Йозеф                     | англійська                                 | «Lie to Me»          | Збреши мені            | 6-е                              | 281                              | 3-є                              | 232                              |
| 2019                              | Тель-Авів        | Lake Malawi                       | англійська                                 | «Friend of a Friend» | Друг друга             | 11-е                             | 157                              | 2-е                              | 242                              |
| 2020                              | Нідерланди       | Бенні Крісто                      | англійська                                 | «Kemama»             | Гаразд, мамо           | Конкурс скасовано через COVID-19 | Конкурс скасовано через COVID-19 | Конкурс скасовано через COVID-19 | Конкурс скасовано через COVID-19 |
| 2021                              | Нідерланди       | Бенні Крісто                      | англійська                                 | «Omaga»              | О, Боже!               | Не вдалося кваліфікуватися       | Не вдалося кваліфікуватися       | 15-е                             | 23                               |
| 2022                              | Турин            | We Are Domi                       | англійська                                 | «Lights Off»         | Вимкни світло          | 22-е                             | 38                               | 4-е                              | 227                              |
| 2023                              | Ліверпуль        | Vesna                             | чеська, англійська, українська, болгарська | «My Sister's Crown»  | Корона моєї сестри     | 10-е                             | 129                              | 4-е                              | 110                              |
| 2024                              | Мальме           | Aiko                              | англійська                                 | «Pedestal»           | П'єдестал              | Не вдалося кваліфікуватися       | Не вдалося кваліфікуватися       | 11-е                             | 38                               |
| 2025                              | Базель           | Adonxs                            | англійська                                 | «Kiss Kiss Goodbye»  | Цілую Цілую Прощавай   | Не вдалося кваліфікуватися       | Не вдалося кваліфікуватися       | 12-е                             | 29                               |

## Пов'язана участь

### Глави делегації
Кожен мовник, який бере участь у Пісенному конкурсі «Євробачення», призначає голову делегації як контактну особу ЄМС та голову своєї делегації на заході. До складу делегації, чиї розміри можуть сильно відрізнятися, входять керівник преси, виконавці, автори пісень, композитори, бек-вокалісти тощо.
| Рік       | Глава делегації | Прим.  |
| --------- | --------------- | ------ |
| 2015      | Радим Сметана   | [ 19 ] |
| 2016–2019 | Ян Борс         | [ 20 ] |
| 2020      | Кирил Гірш      | [ 21 ] |
| 2021–нині | Криштоф Шамаль  | [ 22 ] |

### Коментатори та речники
| Рік       | Коментатори                                             | Канал                                          | Речники              |
| --------- | ------------------------------------------------------- | ---------------------------------------------- | -------------------- |
| 2006      | Катержина Крістелова                                    | ČT2 (Фінал)                                    | Не брали участь      |
| 2007      | Катержина Крістелова (Усі шоу) Йозеф Войтек (Фінал)     | ČT1 (Усі шоу)                                  | Андреа Саване        |
| 2008      | Катержина Крістелова                                    | ČT2 (1-ий півфінал) ČT1 (2-ий півфінал, фінал) | Петра Шубртова       |
| 2009      | Ян Рейжек                                               | ČT2 (2-ий півфінал) ČT1 (1-ий півфінал, фінал) | Петра Шубртова       |
| 2010–2014 | Не транслювали                                          | Не транслювали                                 | Не брали участь      |
| 2015      | Алеш Хама                                               | ČT art (Півфінали) ČT1 (Фінал)                 | Даніела Пісаровичова |
| 2016      | Лібор Бучек                                             | ČT2 (Півфінали) ČT1 (Фінал)                    | Даніела Пісаровичова |
| 2017      | Лібор Бучек                                             | ČT2 (Півфінали) ČT1 (Фінал)                    | Радка Росицька       |
| 2018      | Лібор Бучек                                             | ČT2 (Півфінали) ČT1 (Фінал)                    | Радка Росицька       |
| 2019      | Лібор Бучек                                             | ČT2 (Півфінали) ČT1 (Фінал)                    | Радка Росицька       |
| 2021      | Ян Максіан та Альберт Черний                            | ČT2 (Півфінали) ČT1 (Фінал)                    | Тетяна Кухаржова     |
| 2022      | Ян Максіан                                              | ČT2 (Усі шоу)                                  | Тетяна Кухаржова     |
| 2023      | Ян Максіан                                              | ČT2 (Усі шоу)                                  | Радка Росицька       |
| 2024      | Вашек Матейовський, Патрісі Фуксова та Домініка Гашкова | ČT2 (Усі шоу)                                  | Радка Росицька       |

## Галерея

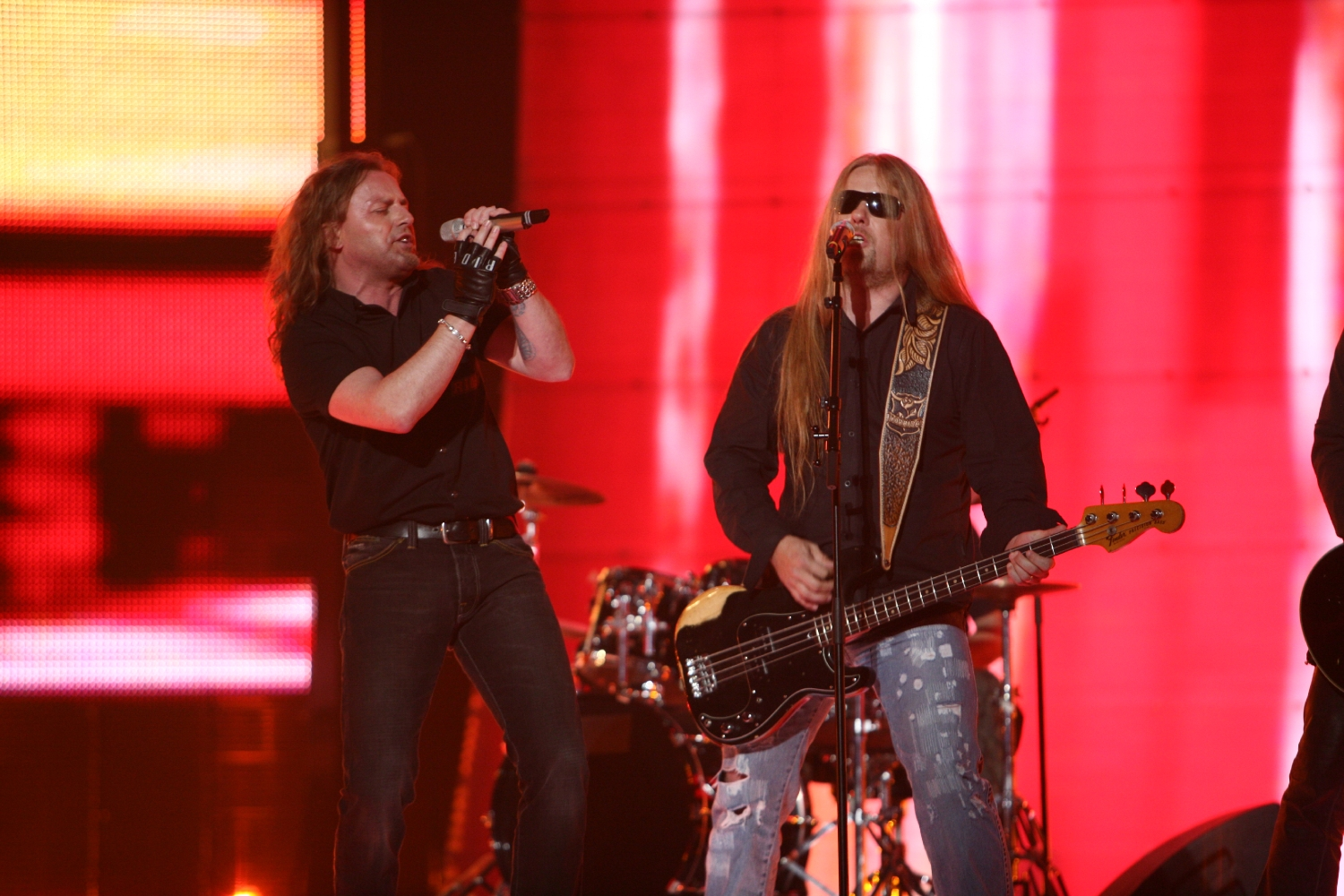
Kabát у Гельсінкі (2007)
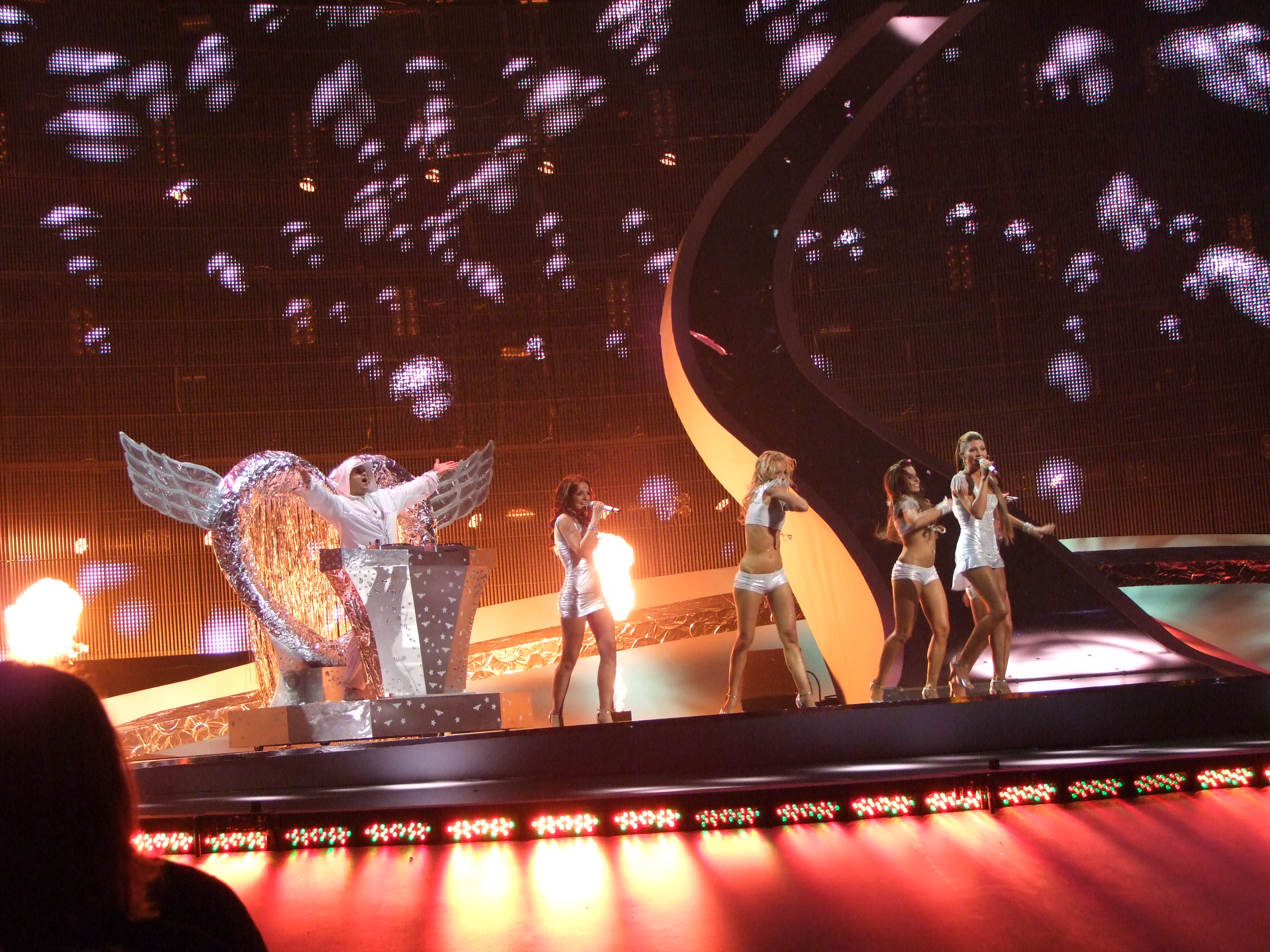
Тереза Керндлова у Белграді (2008)
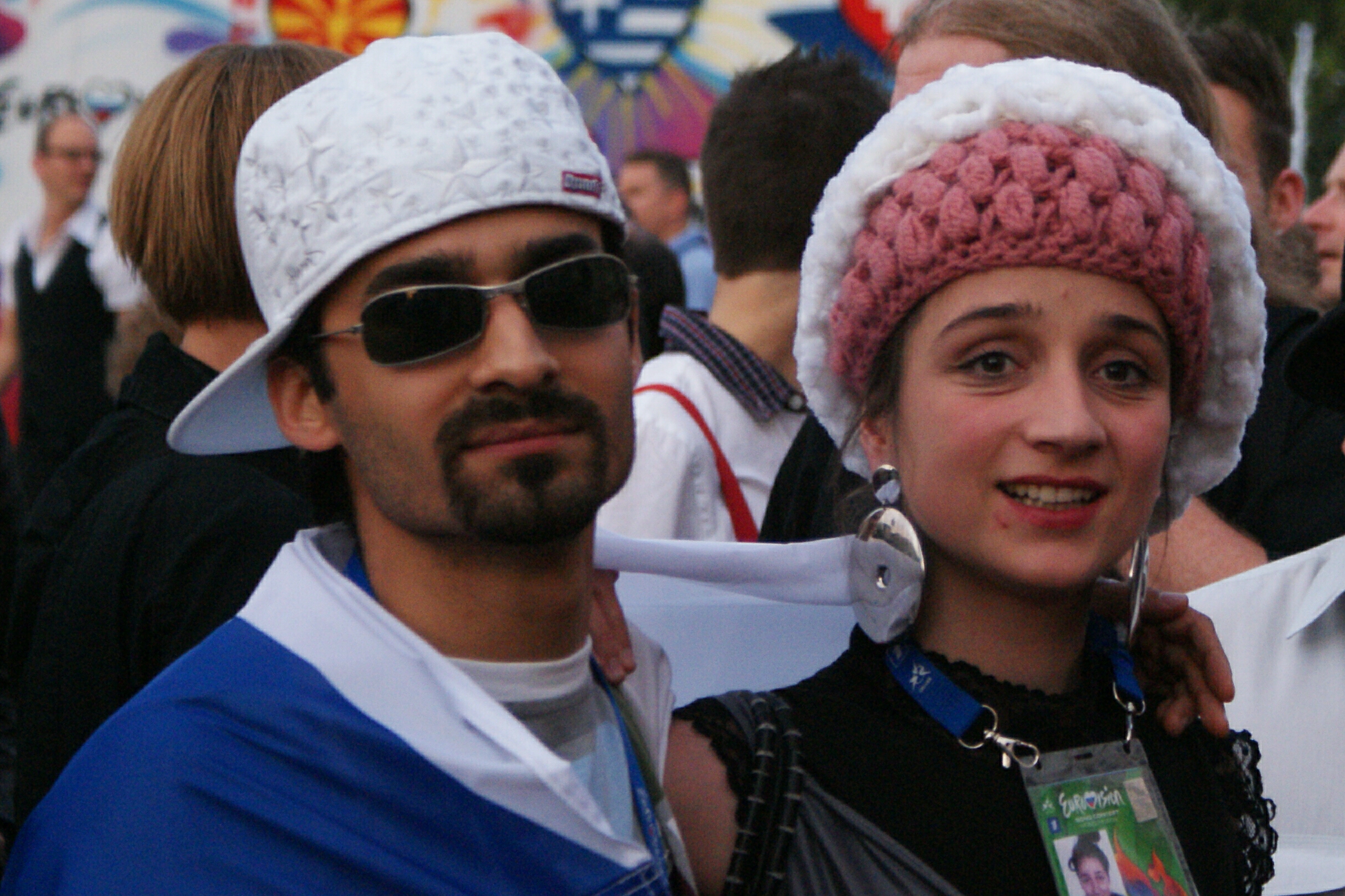
Gipsy.cz у Москві (2009)
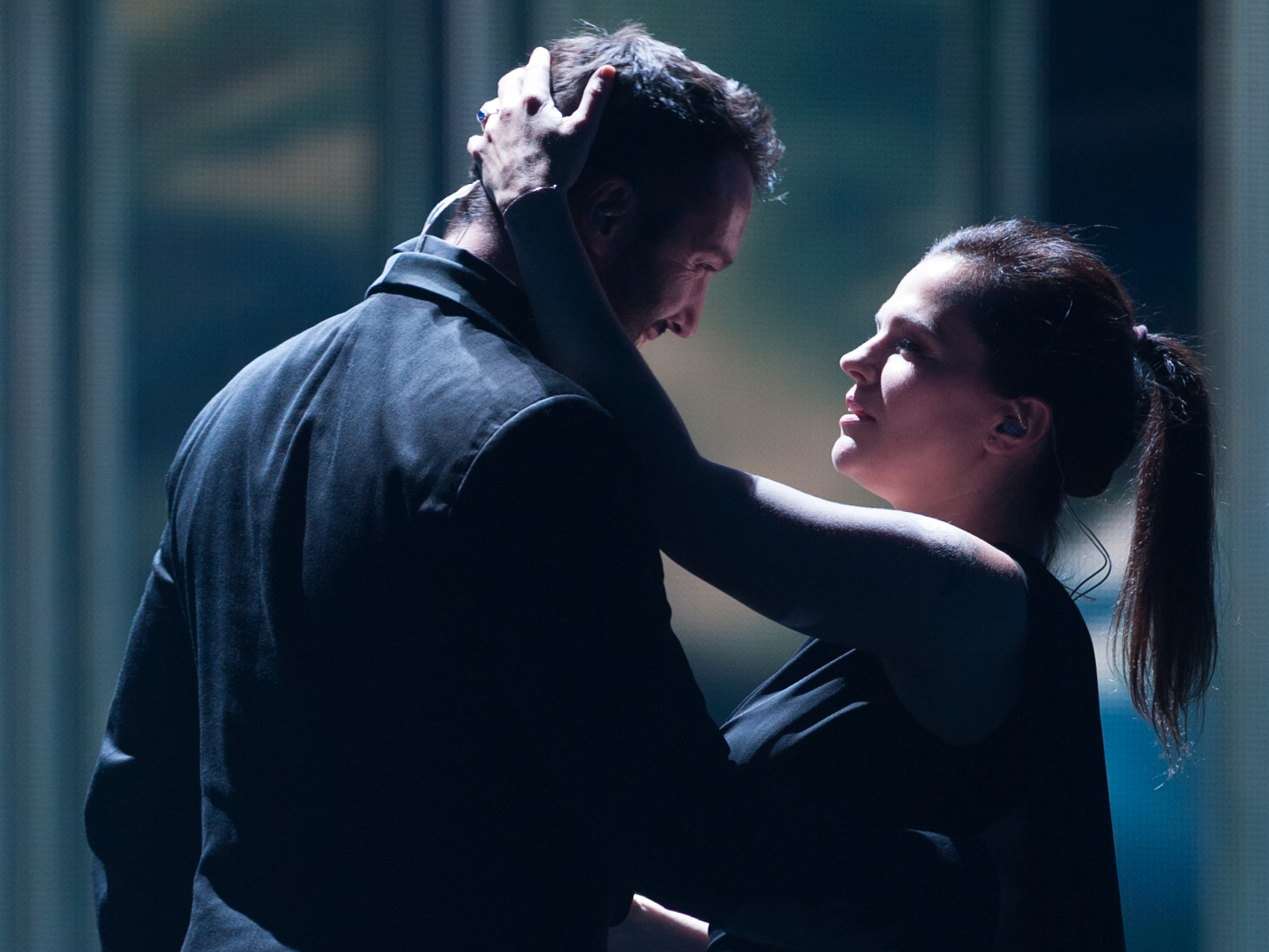
Марта Яндова та Вацлав Нойд Барта у Відні (2015)
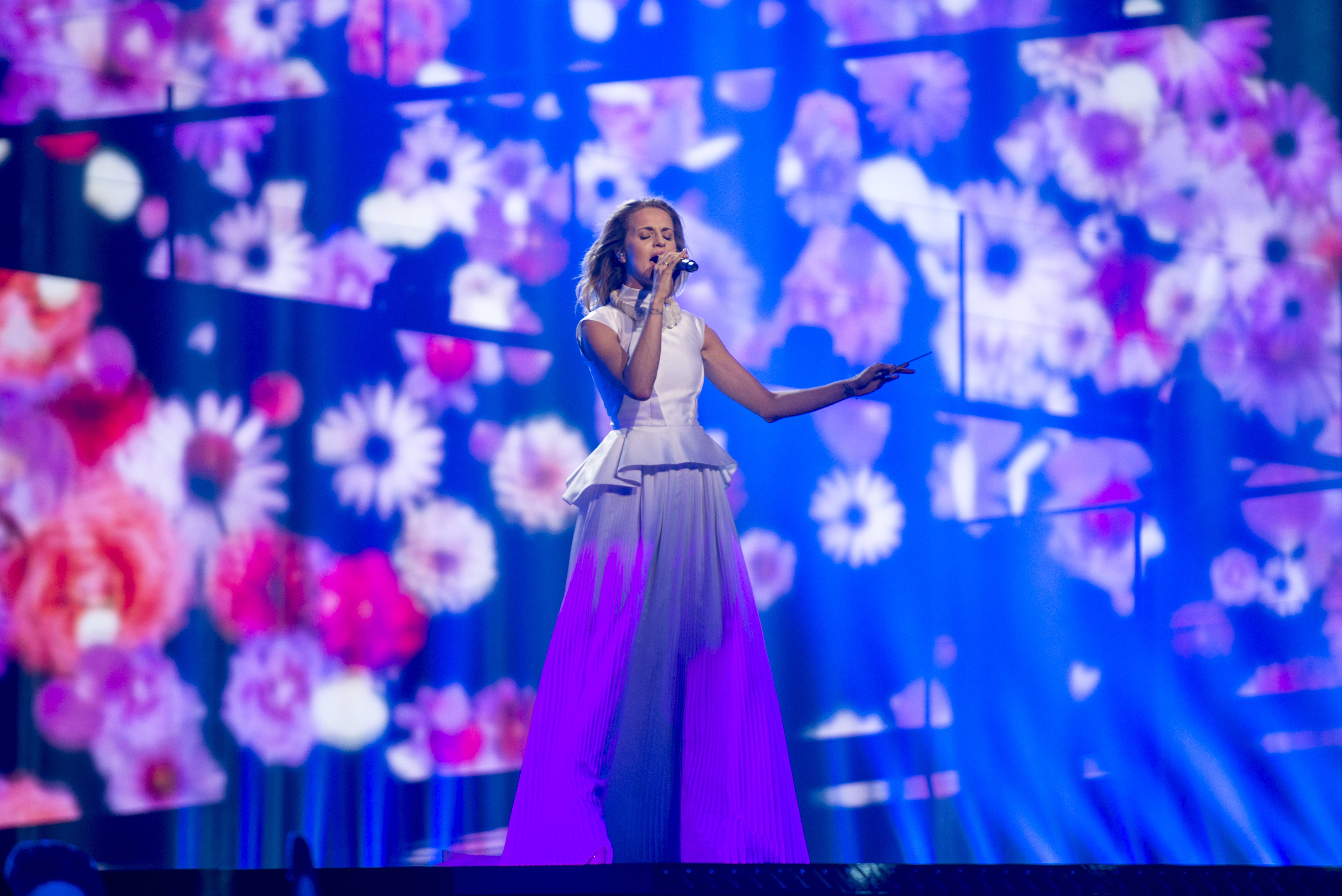
Ґабріела Ґунчікова у Стокгольмі (2016)
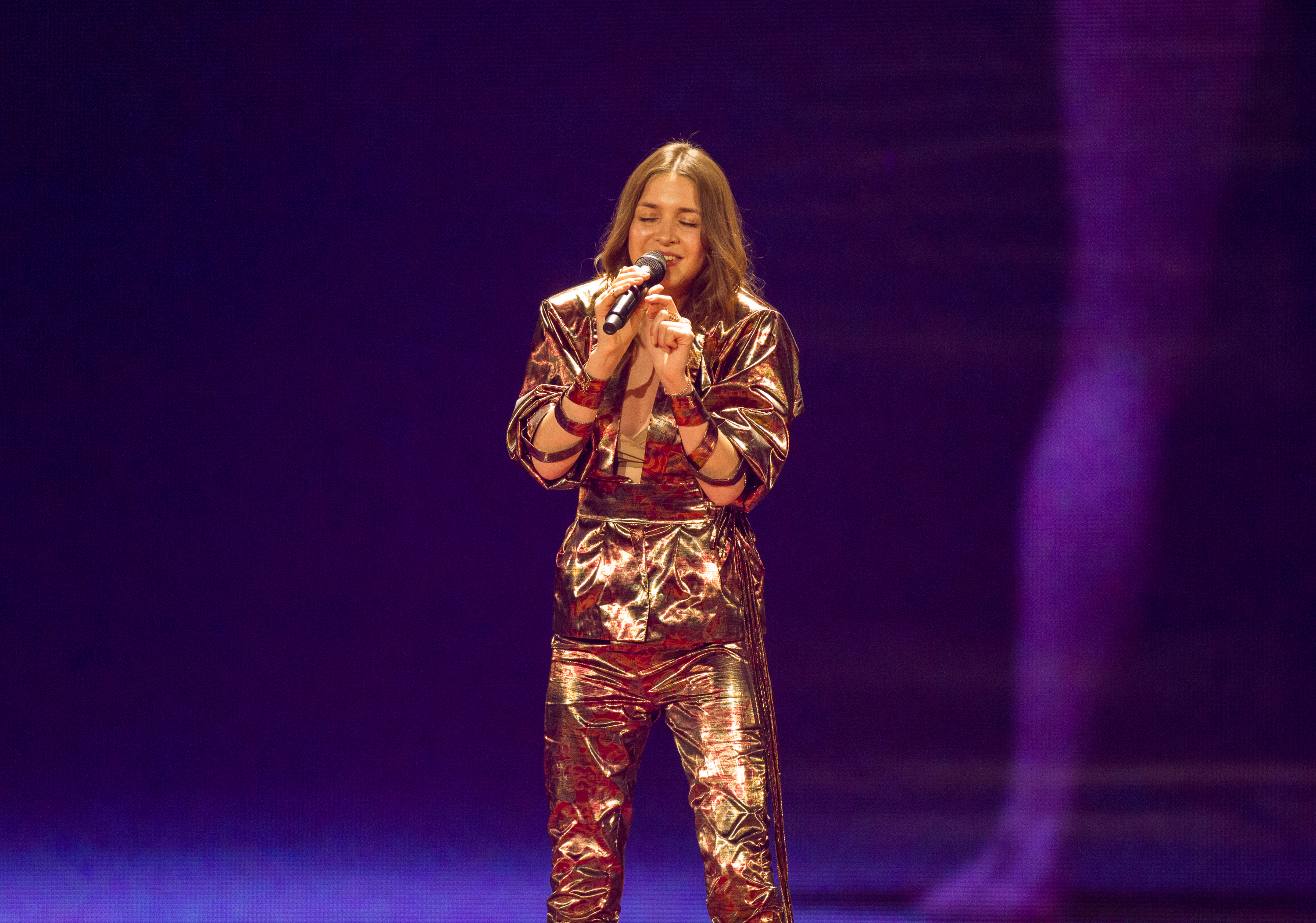
Мартіна Барта у Києві (2017)
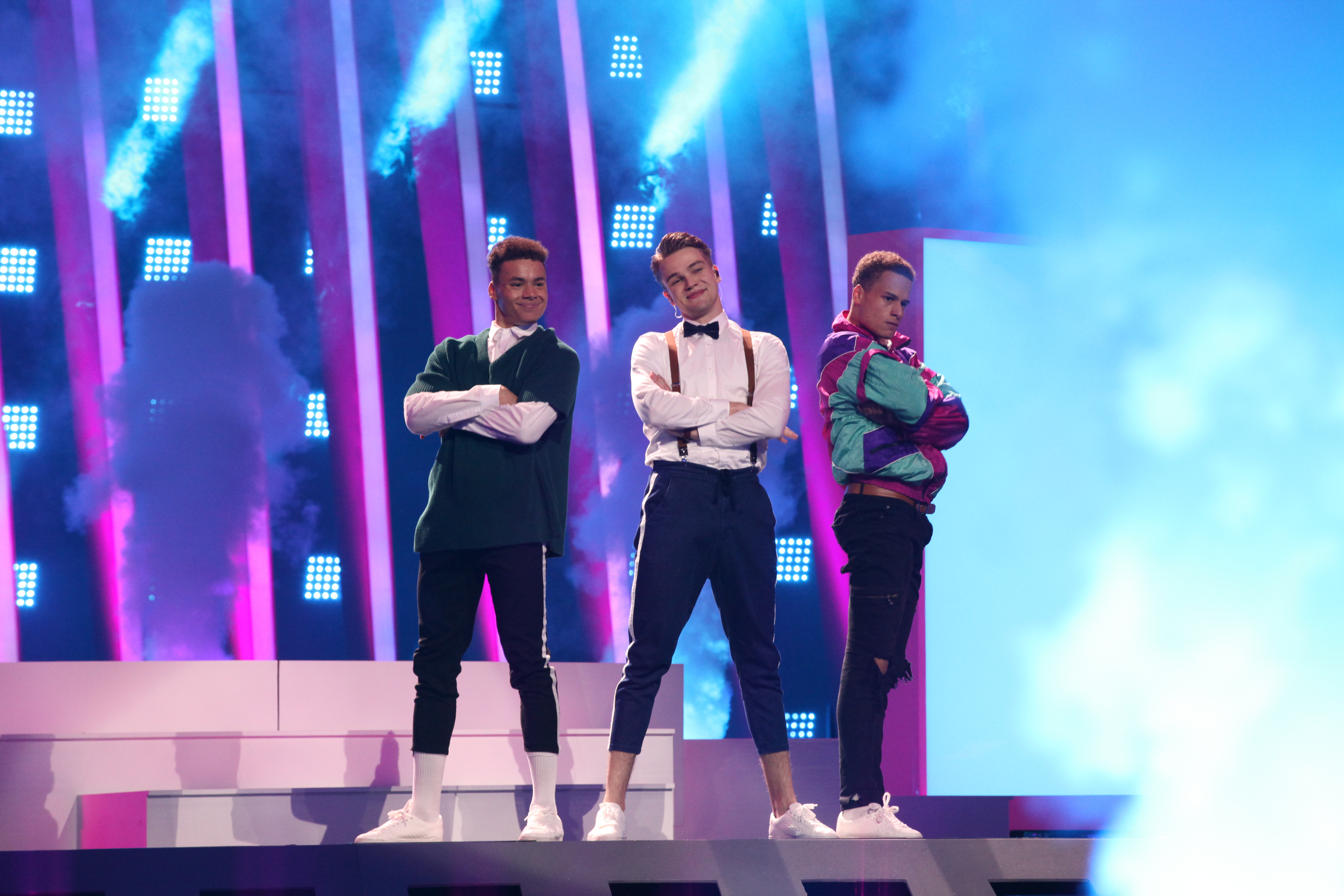
Міколас Йозеф у Лісабоні (2018)
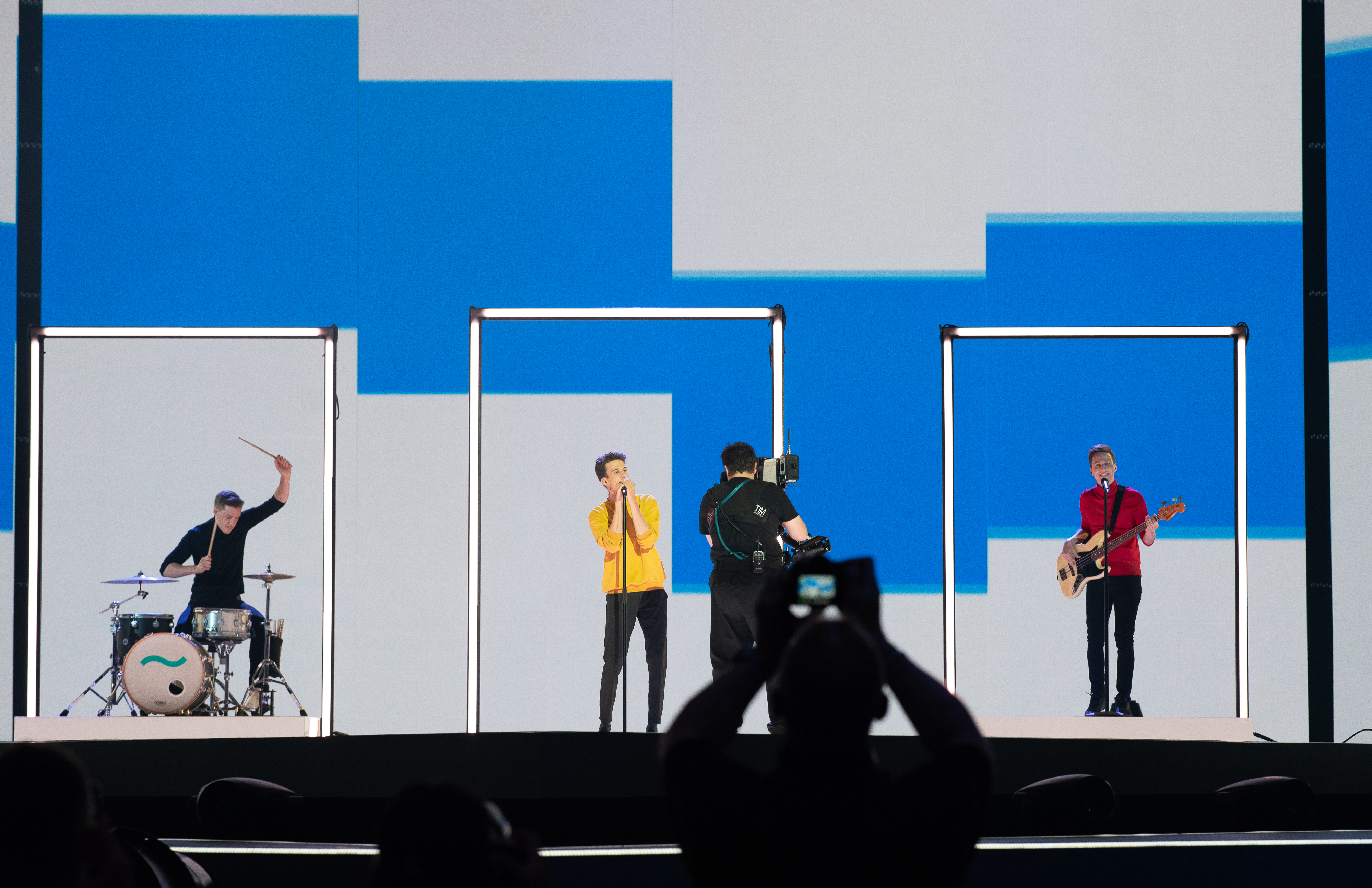
Lake Malawi у Тель-Авіві (2019)
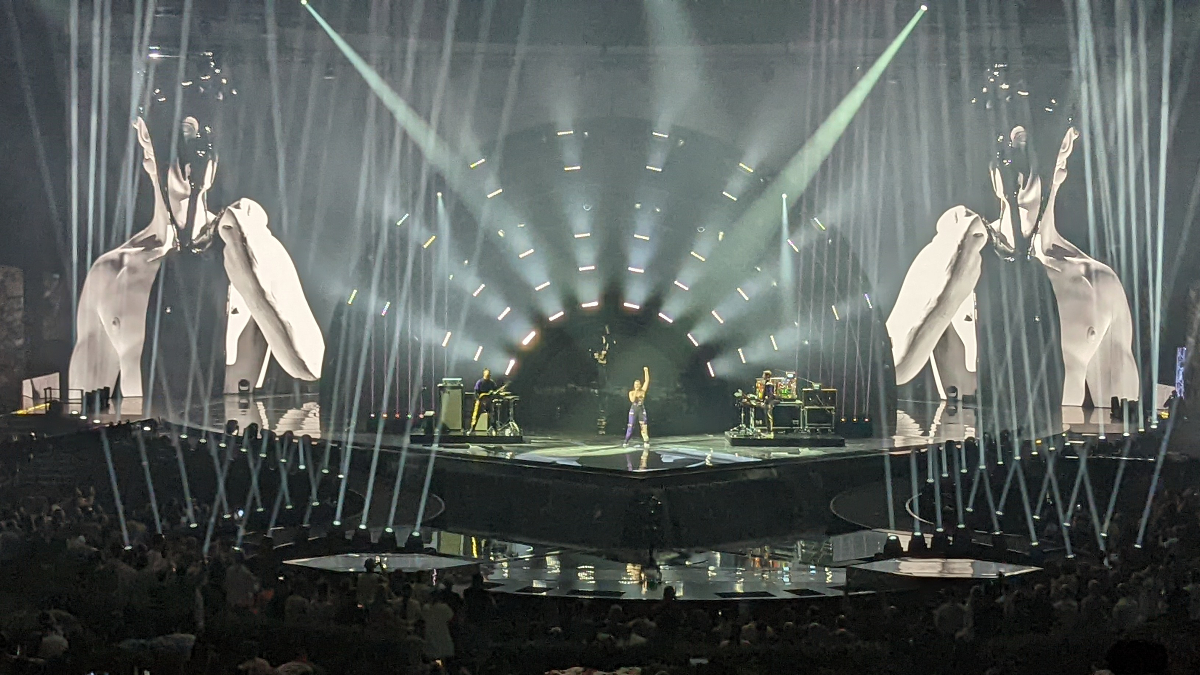
We Are Domi у Турині (2022)
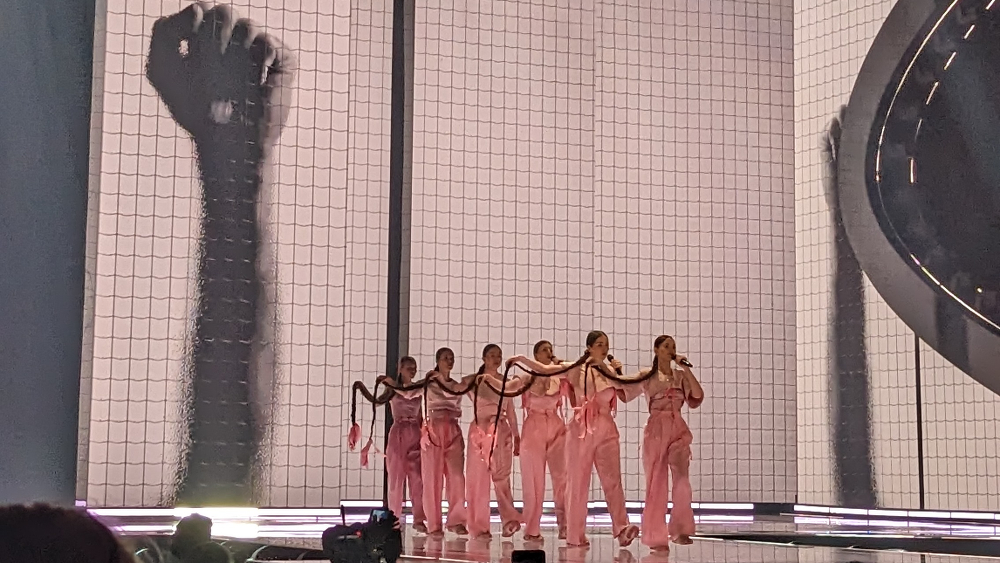
Vesna у Ліверпулі (2023)
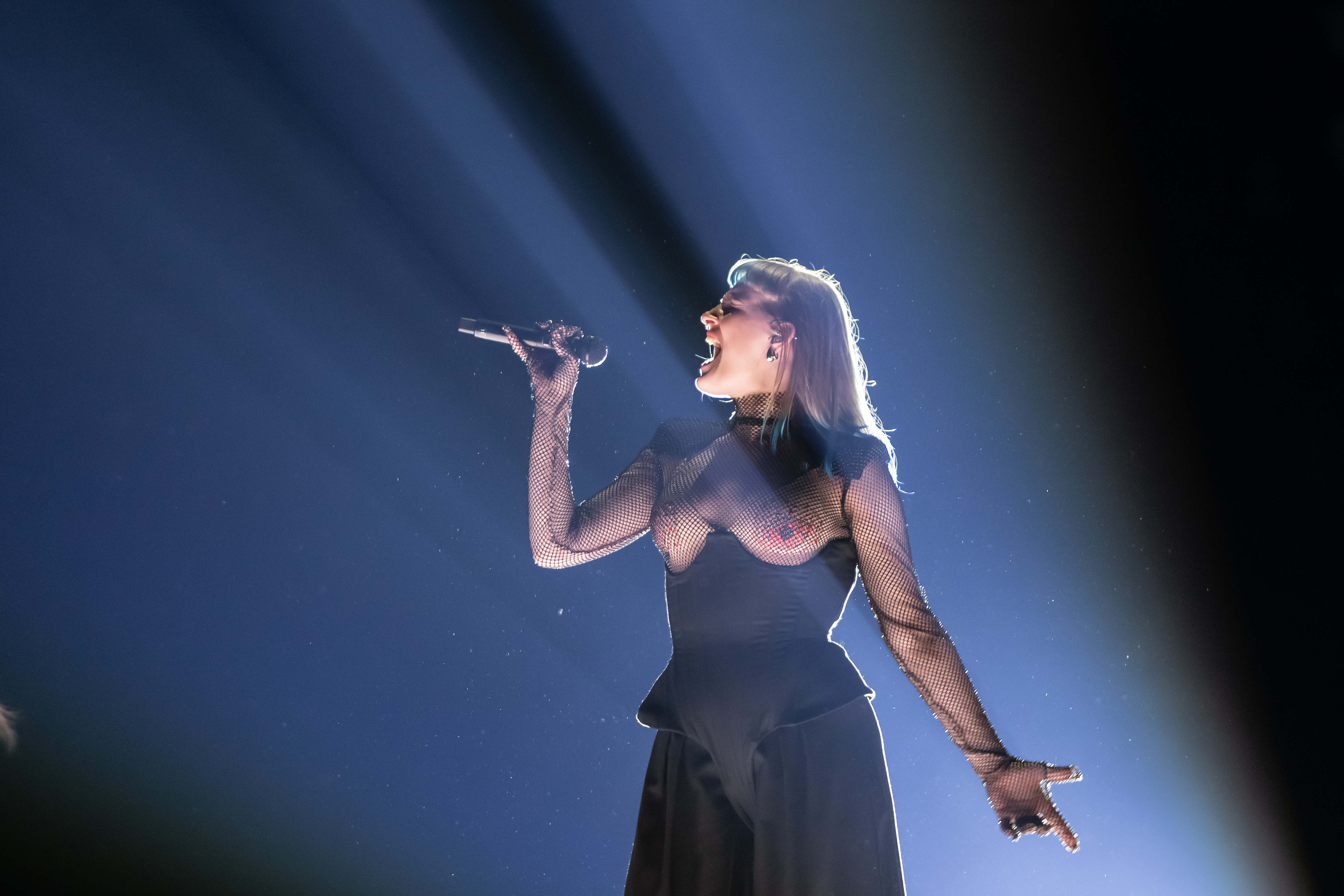
Aiko в Мальме (2024)

## Статистика голосувань (2007–2025)
| №  | Дано        | Дано | Отримано  | Отримано |
| №  | Країни      | Бали | Країни    | Бали     |
| -- | ----------- | ---- | --------- | -------- |
| 1  | Україна     | 130  | Ісландія  | 32       |
| 2  | Швеція      | 93   | Фінляндія | 30       |
| 3  | Вірменія    | 67   | Хорватія  | 29       |
| 4  | Азербайджан | 60   | Словенія  | 29       |
| 5  | Росія       | 58   | Австрія   | 27       |
| 6  | Ізраїль     | 47   | Україна   | 24       |
| 7  | Португалія  | 47   | Угорщина  | 22       |
| 8  | Молдова     | 39   | Ізраїль   | 21       |
| 9  | Італія      | 37   | Іспанія   | 20       |
| 10 | Швейцарія   | 36   | Норвегія  | 20       |

## Нотатки
1. ↑  Містить одне речення чеською мовою
2. ↑  Відкладена трансляція у скороченому форматі 29 квітня 2007 року о 02:00 CEST (00:00 UTC).